# فلایت‌گیر
فلایت‌گیر، یک شبیه‌ساز ویدئویی پرواز است که در سال ۱۹۹۷ اولین نسخهٔ آن انتشار یافت. هم‌اکنون آخرین نسخهٔ آن، نسخهٔ ۳٫۴٫۰ است.
این شبیه‌ساز چندسکویی آزاد و متن‌باز بوده، و تمامی کاربران می‌توانند به‌ویرایش و توسعهٔ برنامه کمک کنند. این شبیه‌ساز تحت پروژه‌ای به‌همین نام در تاریخ ۲۰ فروردین ۱۳۷۵ آغاز شد و در سال بعد نخستین نسخهٔ آن منتشر شد.

## نگارخانه

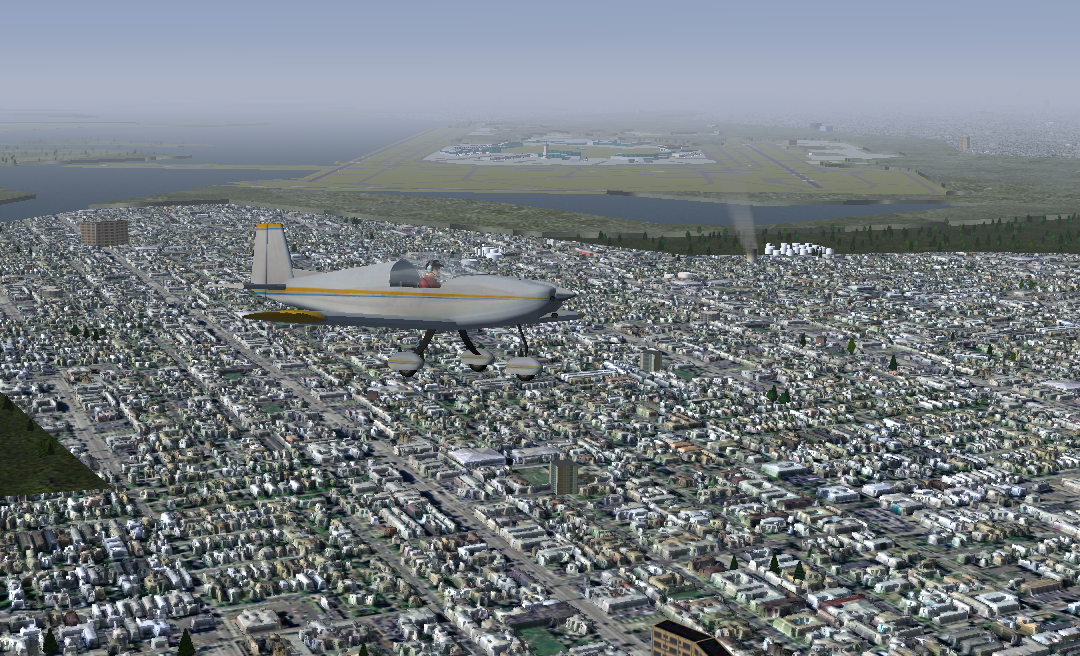
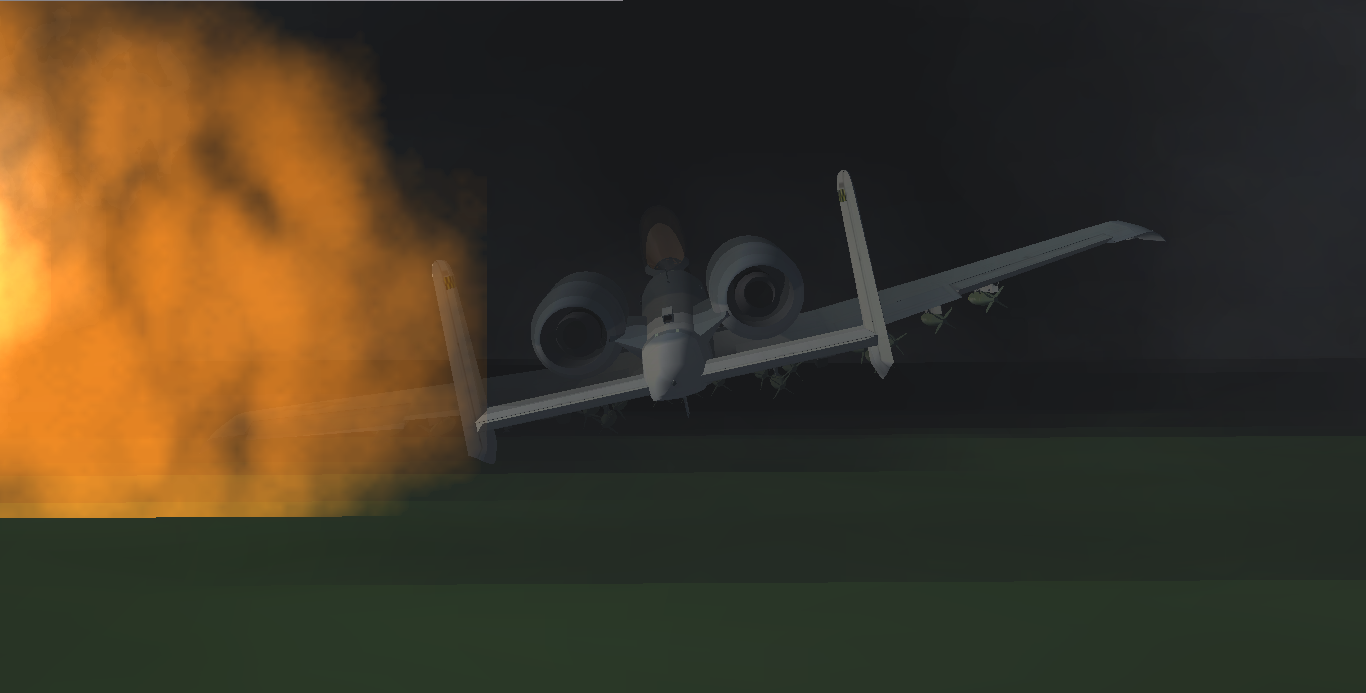
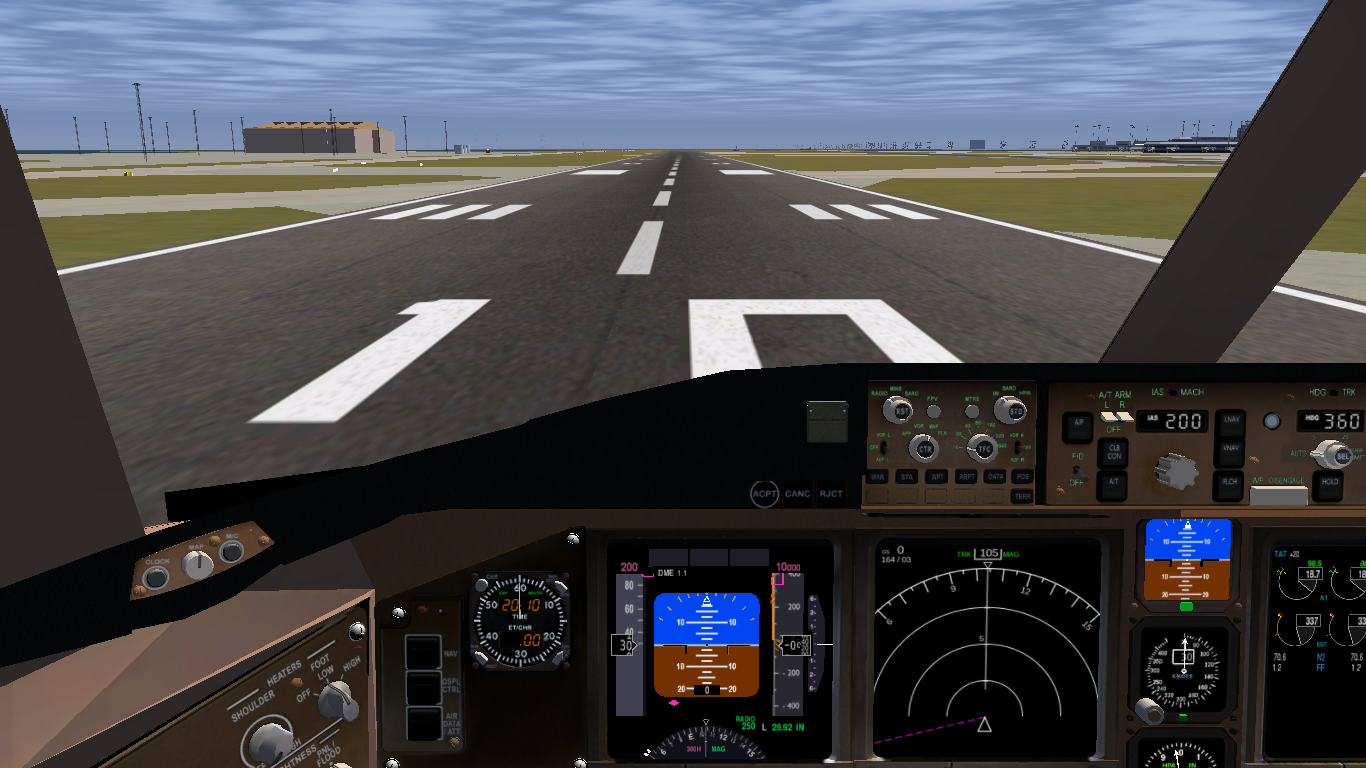
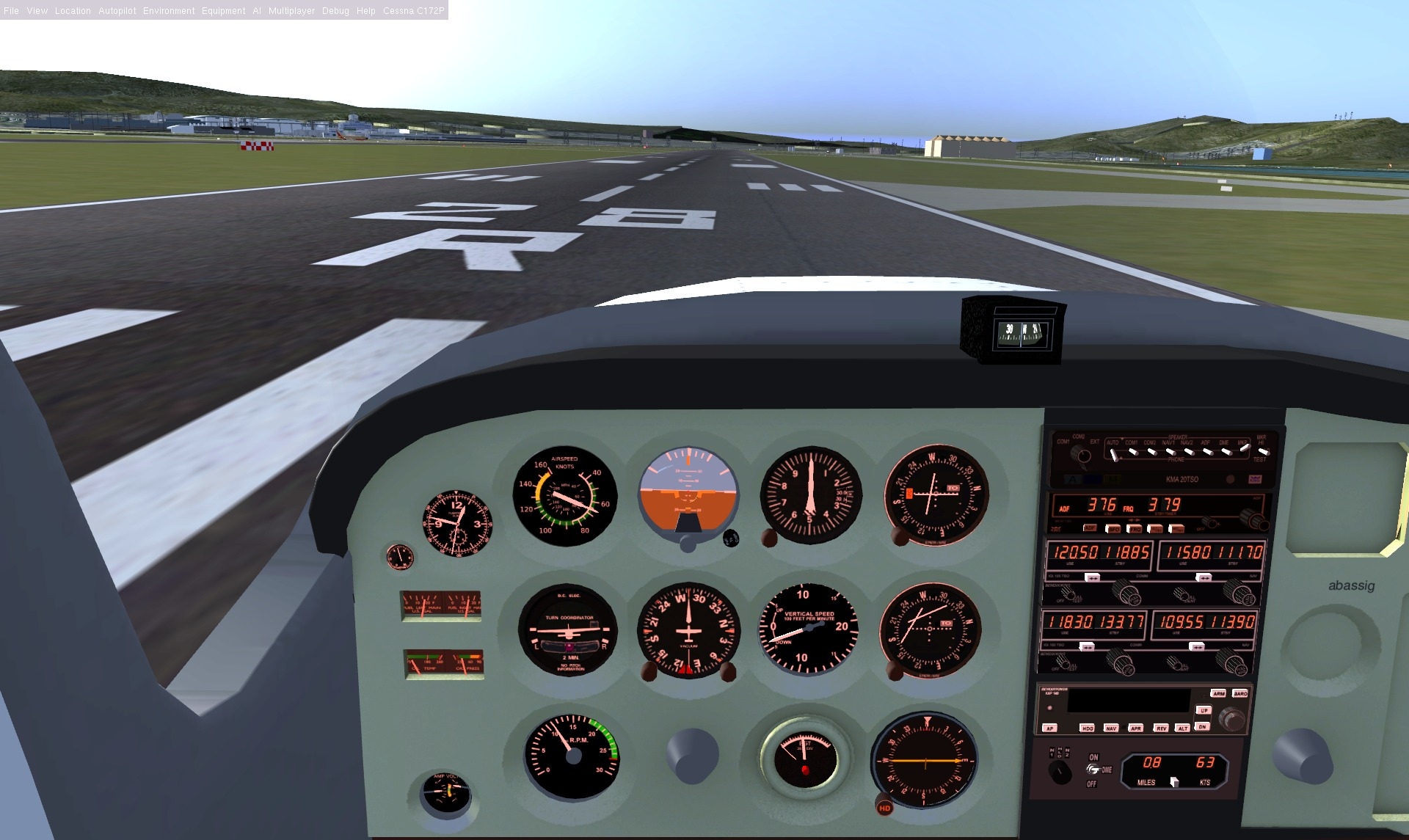